# Raïs Hamidou (Alger)
Pour les articles homonymes, voir Raïs Hamidou et Hamidou.
Raïs Hamidou (anciennement Pointe-Pescade lors de la colonisation) est une commune de la wilaya d'Alger en Algérie, située dans la banlieue Nord-Ouest d'Alger.

## Étymologie
Cette commune algéroise porte le nom de Hamidou ben Ali, dit Raïs Hamidou, qui fut un corsaire, né vers 1770 à Alger, et mort, en mer le 17 juin 1815 près du Cap de Gata.
Ce marin a capturé plusieurs navires durant sa carrière pour le compte de la marine ottomane, et assura la prospérité de la régence d'Alger, et lui donna sa dernière gloire avant la conquête française de l'Algérie.

## Géographie

### Situation
Raïs Hamidou est située à environ 14 km au nord-ouest du centre-ville d'Alger. Elle est orientée au nord au bord de la Mer Méditerranée.
| Mer Méditerranée | Mer Méditerranée | Mer Méditerranée |
| El Hammamet      | Raïs Hamidou     | Bologhine        |
| Bouzareah        | Bouzareah        | Bouzareah        |

### Relief et hydrologie
Le chef-lieu de la commune est construit sur un petit plateau constitué par la Pointe Pescade, tout comme le quartier Miramar sur une petite plaine à l'Ouest.
La majeure partie de la commune est constituée de deux mamelons du Djebel Bouzareah qui descendent vers la mer.
La commune compte aussi trois petits îlots situées à quelques centaines de mètres de la côte.

### Transports
La commune est desservie par les lignes de bus ETUSA : 8, 12 et 99.

### Routes
La commune de Raïs Hamidou est desservie par plusieurs routes nationales:
- Route nationale 11: RN11 (Route d'Oran).

## Histoire
Mers el-Debban (Port aux Mouches) était un petit port situé à 7 km au nord du port d'Alger où se trouve un fort avec deux constructions, une ayant appartenu à Barberousse et une autre construite en 1736 par Abdy Pacha.
Appelée Pointe Pescade à l'époque française, la localité est d'abord une section rurale du département d'Alger avant de faire partie de la 4e section communale de la ville d'Alger à partir du 5 mai 1866[réf. nécessaire]. Elle est intégrée à la commune nouvellement créée de Saint-Eugène le 25 septembre 1870. Les habitants de la Pointe Pescade demandent la création d'une commune en 1909 mais elle est refusée[réf. nécessaire]. En 1959 elle fera partie du 6e arrondissement de la Ville d'Alger.
À l'indépendance, elle fait toujours partie du 6e arrondissement de la ville d'Alger jusqu'au 19 février 1977 et la transformation de celui-ci en commune nommée Bologhine dont elle fait partie. Ce n'est qu'en 1984 que sera créée la commune de Raïs Hamidou du nom du corsaire éponyme.

## Démographie
- 1867 : 1 355 habitants[réf. nécessaire]

| 1987   | 1998   | 2008   |
| ------ | ------ | ------ |
| 21 040 | 21 518 | 25 451 |

## Économie
Il existe dans la commune une carrière de pierre et une cimenterie.
En été, l'activité balnéaire est développée autour des plages Franco et Sport nautique. En 2012, un projet pour la réalisation d'un nouveau port de plaisance a été entamé.

## Culture locale et patrimoine

### Lieux et monuments

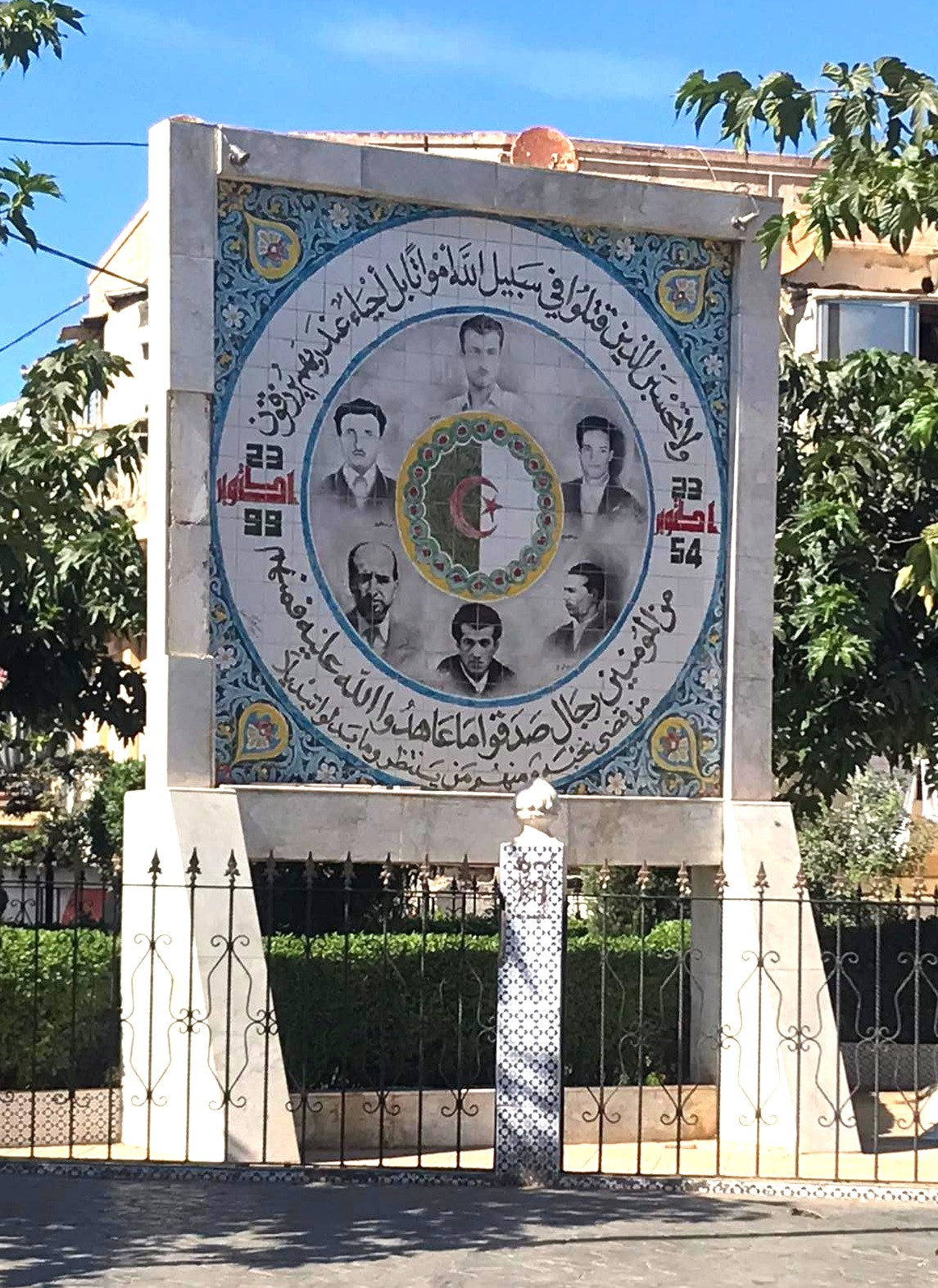
Monument en hommage à Krim Belkacem, Didouche Mourad, Mohamed Boudiaf, Rabah Bitat, Larbi Ben M'hidi et Mostefa Ben Boulaïd.

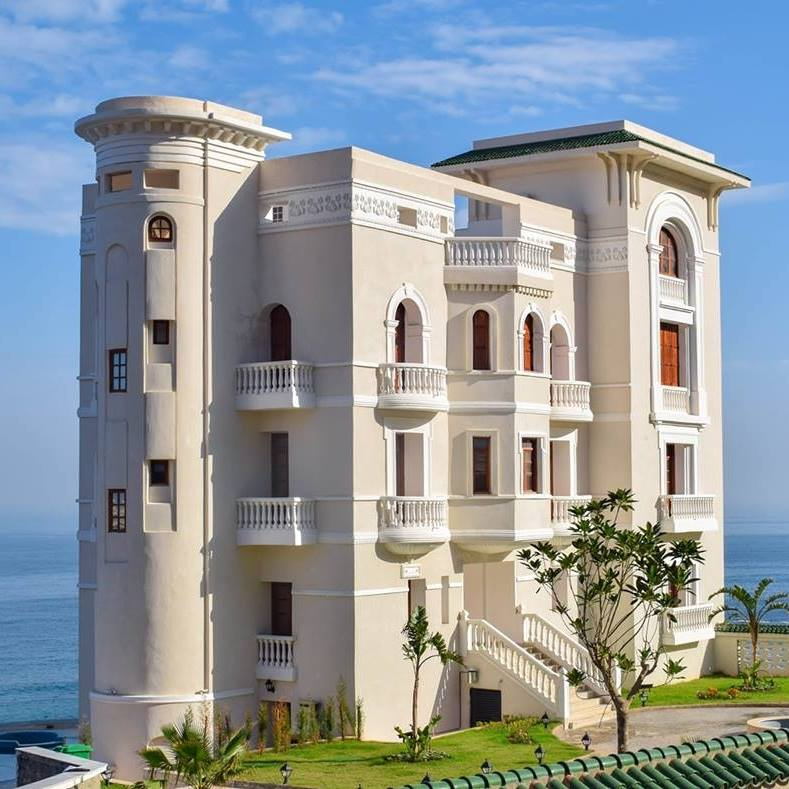
Château de la Vigie

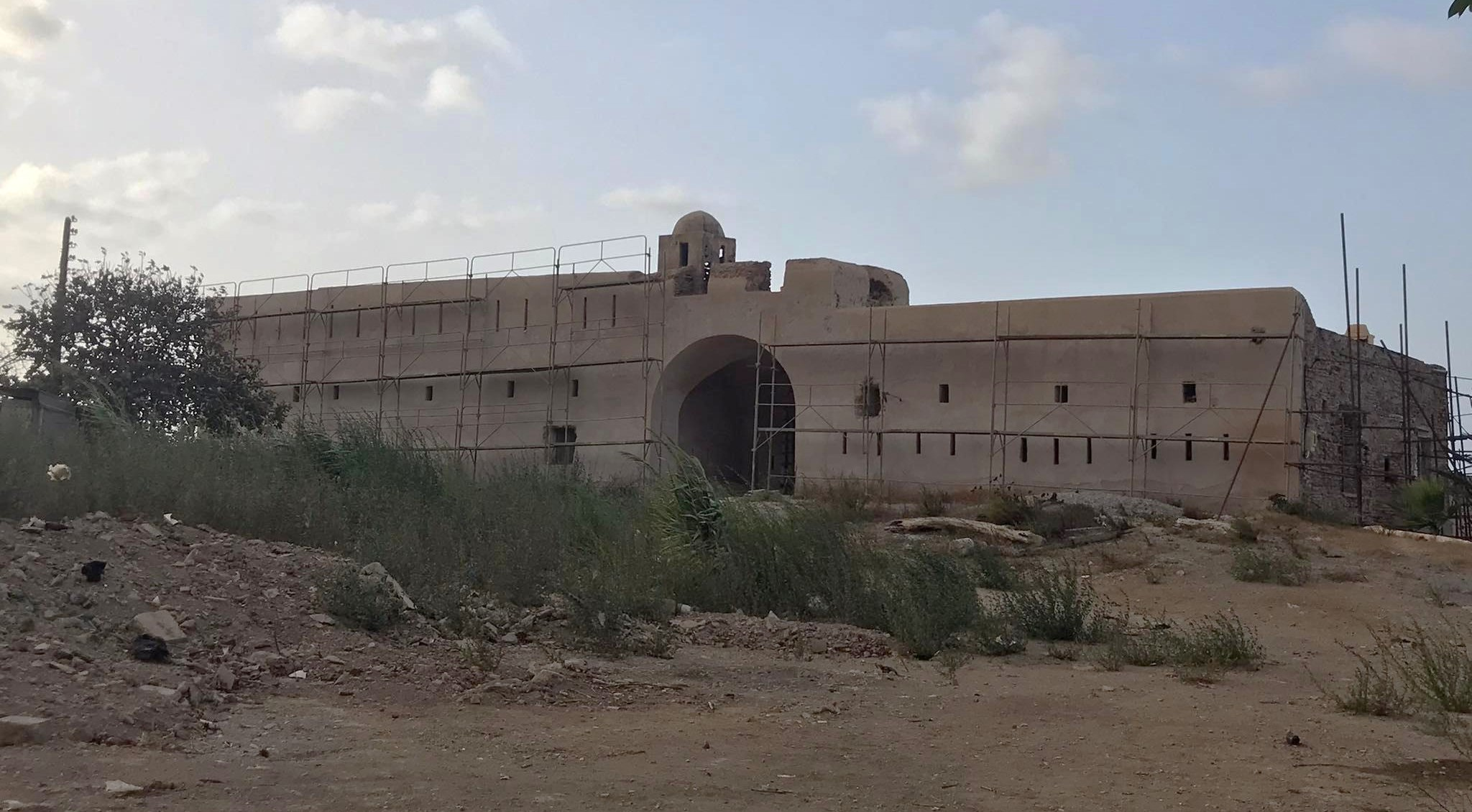
Fort turque

- Château des Deux Moulins (ou château de la Vigie), construit en 1930 par un certain baron français M. Grandval. Cette magnifique demeure était dans les années 1950 une école primaire mixte, mais quelques années plus tard en 1962 le bâtiment fut partiellement endommagé par un plasticage perpétré par l’OAS. Le château a bénéficié de travaux et a été rénové récemment.
- Fort Turque (juste à côté de la cimenterie) actuellement en travaux.

## Institut national de recherche forestière
Cette commune côtière abrite l'Institut national de recherche forestière (INRF) dans la forêt de Baïnem.

## Personnalités liées à la commune
- Camille Saint-Saëns (1835-1921), musicien, y séjourna.
- Albert Truphémus (1873-1948), écrivain, y mourut.